# Gentianella rima
Gentianella rima là một loài thực vật có hoa trong họ Long đởm. Loài này được (D.Don) Fabris mô tả khoa học đầu tiên năm 1958.